# Lithobiomorpha
Lithobiomorpha è un ordine di Chilopoda e rappresenta l'altro gruppo principale di centopiedi anamorfici.
Conosciuto, nella bibliografia di riferimento in lingua inglese, anche con il nome stone centipedes, mantiene l'aspetto caratteristico dal corpo diviso in segmenti, ognuno dei quali provvisto di un paio di zampe, destra e sinistra, testa piatta e mobilissime antenne che ne fanno l'organo di senso principale.
Raggruppa specie caratterizzate dal numero di segmenti pari a 15, ciascuno dotato lateralmente di una coppia di zampe (una per lato), generalmente di colore castano o bruno-rossastri. La rudimentale vista è affidata a semplici ocelli, in un numero compreso tra uno e quattro su ciascun lato, tuttavia alcuni sono ciechi. I suoi spiracoli sono accoppiati e possono essere trovati lateralmente. Ogni segmento portante delle zampe in questo ordine possiede una tergite separata, che si alterna in lunghezza a parte una coppia di tergiti lunghi su ciascuno dei segmenti 7 e 8. Anche le antenne e le zampe risultano relativamente corte rispetto allo Scutigeromorpha.

## Tassonomia
L'ordine comprende le seguenti due famiglie:
- Henicopidae
- Lithobiidae